# Ulysse from Bagdad
Ulysse from Bagdad est un roman d'Éric-Emmanuel Schmitt publié chez Albin Michel en 2008.

## Thème
L'auteur reprend dans ce roman le mythe du héros antique Ulysse,.

## Résumé
Ce livre raconte l'histoire d'un jeune Irakien, Saad Saad qui quitte son pays en guerre pour essayer d'envoyer de l'argent à sa famille et d'être en sécurité,. Il décide de partir en Angleterre afin de trouver un travail. De l'Irak au Royaume-Uni, tel l'Ulysse de l’Odyssée, Saad Saad s'apprête à vivre une aventure comme il n'en a jamais connue, et doit affronter bien des dangers pour espérer atteindre sa terre promise. En accomplissant son périple, il doit faire face à son statut de clandestin.
Saad Saad traverse plusieurs pays dans la peau d'un apatride, ces « sous-hommes » qui n'ont aucune existence officielle et dont personne ne veut. Pourchassé par les uns, exploité par les autres, Saad Saad reprend courage grâce au fantôme de son père philosophe qui, par ses remarques fines et adéquates, aide son fils à ne pas se perdre et à garder confiance.

## Commentaires
Le nom du personnage, Saad, signifie « espoir » en arabe, mais il ressemble aussi au mot anglais « sad » qui veut dire « triste ».

## Éditions imprimées
- Éric-Emmanuel Schmitt, Ulysse from Bagdad : roman, Paris, Albin Michel, 29 octobre 2008, 309 p. (ISBN 978-2-226-18861-8, BNF 41370719).
- Éric-Emmanuel Schmitt, Ulysse from Bagdad, Paris, Librairie générale française, coll. « Le Livre de poche » (no 31897), 1er septembre 2010, 280 p. (ISBN 978-2-253-13454-1, BNF 42255632) Cette nouvelle édition comprend un journal d’écriture sur le thème de l’immigration.
- Éric-Emmanuel Schmitt, Ulysse from Bagdad, Paris, éditions Magnard, collection Classiques et contemporains, juin 2017, 288p.  (ISBN 978-2-210-75671-7).

## Livre audio
- Éric-Emmanuel Schmitt, Ulysse from Bagdad, Paris, Audiolib, 19 novembre 2008 (ISBN 978-2-35641-042-9, BNF 41380562).Texte intégral ; narrateur : Bernard Malaka ; support : 1 disque compact audio MP3 ; durée : 7 h 8 min environ ; référence éditeur : Audiolib 25 0043 7.

## Traductions
Le roman a été traduit en albanais, allemand, arabe, bulgare, castillan, catalan, chinois mandarin (caractères complexes et caractères simplifiés), coréen, grec moderne, italien, néerlandais, polonais, portugais et russe.